# 天空之城大廈
天空之城大厦（DJI Sky City），又称为大疆创新总部，深圳大疆创新科技公司是正在建设中的全球总部基地，位于深圳市南山区西丽街道的留仙洞总部基地。项目建成后将拥有无人机企业总部集聚、综合技術研发创新、运营服务和配套服务四大功能区。整个项目预计2020年下半年竣工。
大疆天空之城由福斯特建筑事务所（Foster + Partners）诺曼·福斯特（霍朗明）建筑师设计，项目为双子塔，分为东塔和西塔，研发空间位于东塔，办公室和办公功能位于西塔。
工程占地面积约1.76万平方米，总建筑面积约24.17万平方米。高约194米，东塔高211.6米（47层），西塔高193.1米（43层）。

## 建筑特色
每栋建筑外挂6个钢结构箱体。
内部的标准办公区域为大跨度无柱空间，270度玻璃墙面景观环绕设计。
大楼设置多个专用试飞区

## 建设历程
2015年12月，深圳市政府直接向大疆批出南山区地铁5号线留仙洞站南面的T501-0078号地段30年地上权；及后，再于2016年12月投得邻近的T501-0081地段，并合并发展为现时正在兴建的新总部：大疆天空之城大厦。
2019年9月30日上午，大疆天空之城二期项目（东塔）核心筒封顶。